# 2010-es lett labdarúgó-bajnokság (első osztály)
A 2010-es Virslīga (szponzorált nevén LMT Virslīga) a lett labdarúgó-bajnokság legmagasabb szintű versenyének 19. alkalommal megrendezett bajnoki éve volt. A pontvadászat 10 csapat részvételével 2010. április 9-én rajtolt, a záró fordulót november 7-én rendezték.
A bajnokságot a Skonto csapat nyerte az ezüstérmes FK Ventspils, és a címvédő Liepājas Metalurgs előtt. Ez volt a klub 15. bajnoki címe. AZ élvonaltól a visszalépő Tranzit és az utolsó helyezett Jaunība Rīga búcsúzott, a másodosztályból a Gulbene-2005 és az FC Jūrmala jutott fel.
Bár a góllövőlista élén két labdarúgó végzett, a gólkirályi címet a Liepājas Metalurgs fiatal csatára, Deniss Rakels nyerte el 18 góllal, mert a bajnokcsapat brazil csatárának 18 góljából három büntetőből született. Az Év Játékosá-nak járó díjat az FK Ventspils szélsője, Jurijs Žigajevs vehette át.

## A bajnokság rendszere
A bajnokságot a hideg tél miatt tavaszi-őszi rendszerben bonyolították le. A 10 csapat körmérkőzéses rendszerben háromszor mérkőzött meg egymással, amely során két fő kört rendeztek. Az első körben minden csapat minden csapattal egyszer pályaválasztóként, egyszer pedig vendégként játszott, majd a 18. forduló utáni bajnoki helyezésnek megfelelően lépett pályára pályaválasztóként vagy vendégként.
A pontvadászat végső sorrendjét a 27 bajnoki forduló mérkőzéseinek eredményei határozták meg a szerzett összpontszám alapján kialakított rangsor szerint. A mérkőzések győztes csapatai 3 pontot, döntetlen esetén mindkét csapat 1-1 pontot kapott. Vereség esetén nem járt pont. A bajnokság első helyezett csapata a legtöbb összpontszámot szerzett egyesület, míg az utolsó helyezett csapat a legkevesebb összpontszámot szerzett egyesület volt.
Azonos összpontszám esetén a bajnoki sorrendet az alábbi szempontok alapján határozták meg:
1. a bajnoki mérkőzések gólkülönbsége
2. a bajnoki mérkőzéseken szerzett gólok száma

A bajnokság győztese lett a 2010-es nemzeti bajnok, az utolsó helyezett kiesett a másodosztályba, míg a 9. helyezett oda-visszavágós osztályozót játszott a másodosztály ezüstérmesével.

## Változások a 2009-es szezonhoz képest
Kiesett a másodosztályba
- Dinaburg FC, fogadási botrány miatt kizárták, és csak a másodosztályban indulhatott[2][3]
- Daugava Rīga, 8. helyezettként osztályozón keresztül

Feljutott az élvonalba
- FK Jelgava, a másodosztály győzteseként
- Jaunība Rīga, a másodosztály ezüstérmeseként osztályozón keresztül
- Daugava Daugavpils, a másodosztály 9. helyezettjeként, miután megvásárolta a kizárt városi csapat, a Dinaburg FC élvonalbeli licencét

## Részt vevő csapatok
| Csapat             | Székhely   | Stadion                           | 2009        |
| ------------------ | ---------- | --------------------------------- | ----------- |
| Blāzma             | Rēzekne    | Sporta Aģentūras Stadions         | 2.          |
| Daugava Daugavpils | Daugavpils | Daugavas stadions                 | 9 (II. o.)  |
| Jaunība Rīga       | Rīga       | Daugavas stadions                 | 2. (II. o.) |
| FK Jelgava         | Jelgava    | Ozolnieku stadions                | 1. (II. o.) |
| Jürmala-VV         | Jūrmala    | Slokas stadions                   | 4.          |
| Liepājas Metalurgs | Liepāja    | Daugavas stadions                 | 1.          |
| Olimps/RFS         | Rīga       | Latvijas Universitates stadions   | 5.          |
| Skonto             | Rīga       | Skonto stadion                    | 3.          |
| Tranzit            | Ventspils  | Ventspils 2. pamatskolas stadions | 7.          |
| FK Ventspils       | Ventspils  | Olimpiai stadion                  | 2.          |

## Végeredmény
| #   | Csapat               | M  | GY | D | V  | G+ – G– | GK  | P                                                       | Megjegyzések                                        |
| --- | -------------------- | -- | -- | - | -- | ------- | --- | ------------------------------------------------------- | --------------------------------------------------- |
| 1.  | Skonto (B)           | 27 | 22 | 3 | 2  | 86–16   | +70 | 69                                                      | 2011–2012-es UEFA-bajnokok ligája – 2. selejtezőkör |
| 2.  | FK Ventspils (KGY)   | 27 | 20 | 3 | 4  | 68–18   | +50 | 63                                                      | 2011–2012-es Európa-liga – 2. selejtezőkör1         |
| 3.  | Liepājas MetalurgsCV | 27 | 19 | 4 | 4  | 70–20   | +50 | 61                                                      | 2011–2012-es Európa-liga – 1. selejtezőkör          |
| 4.  | Daugava Daugavpils   | 27 | 16 | 8 | 3  | 35–16   | +19 | 56                                                      | 2011–2012-es Európa-liga – 1. selejtezőkör          |
| 5.  | Jūrmala-VV           | 27 | 8  | 4 | 15 | 30–45   | −15 | 28 \| rowspan="4" style="background-color: #fafafa;" \| |                                                     |
| 6.  | FK JelgavaK, Ú       | 27 | 6  | 7 | 14 | 36–45   | −9  | 25                                                      |                                                     |
| 7.  | Blāzma               | 27 | 7  | 3 | 17 | 27–57   | −30 | 24                                                      |                                                     |
| 8.  | Olimps               | 27 | 5  | 6 | 16 | 31–63   | −32 | 21                                                      |                                                     |
| 9.  | Tranzit (K)          | 27 | 5  | 4 | 18 | 17–56   | −39 | 19                                                      | Osztályozó                                          |
| 10. | Jaunība RīgaÚ (K)    | 27 | 4  | 4 | 19 | 16–80   | −64 | 16                                                      | 1. līga                                             |

Forrás: lff.lv (lettül) 
A rangsorolás alapszabályai: 1. összpontszám, 2. egymás elleni eredmények összpontszáma, 3. gólkülönbség, 4. szerzett gólok száma.
1Az FK Ventspils nyerte a 2010–2011-es lett kupát, ezért a 2011–2012-es Európa-liga 2. selejtezőkörében indult.
(B): Bajnokcsapat, (K): Kieső csapat, (F): Feljutó csapat, (I): Kupainduló, (R): A rájátszás győztese, (KGY): Kupagyőztes

## Eredmények

### Az 1–18. forduló eredményei
| Hazai \ Vendég1 | BLĀ | DAU | JAU | JEL | JÜR | LIE | OLI | SKO | TRA | VEN |
| Blāzma          |     | 3–1 | 1–2 | 0–0 | 0–4 | 1–4 | 2–0 | 1–3 | 2–0 | 0–5 |
| Daugava         | 2–0 |     | 1–0 | 1–1 | 1–0 | 1–1 | 2–0 | 1–1 | 2–0 | 1–0 |
| Jaunība Rīga    | 0–1 | 1–1 |     | 1–1 | 0–2 | 2–3 | 0–9 | 0–3 | 1–0 | 0–5 |
| Jelgava         | 4–0 | 3–3 | 4–1 |     | 1–2 | 1–2 | 4–0 | 0–5 | 2–1 | 1–2 |
| Jūrmala-VV      | 0–0 | 0–1 | 0–1 | 2–1 |     | 1–2 | 2–2 | 0–4 | 2–1 | 1–4 |
| Metalurgs       | 4–0 | 0–1 | 4–0 | 3–1 | 1–2 |     | 4–0 | 1–2 | 2–0 | 0–0 |
| Olimps/RFS      | 2–1 | 1–1 | 2–2 | 2–1 | 0–2 | 0–3 |     | 1–3 | 0–1 | 0–3 |
| Skonto          | 6–0 | 1–0 | 7–0 | 4–1 | 4–2 | 0–0 | 6–1 |     | 5–0 | 1–0 |
| Tranzit         | 3–1 | 0–1 | 2–0 | 1–1 | 1–1 | 0–4 | 2–2 | 0–2 |     | 0–2 |
| FK Ventspils    | 1–0 | 1–1 | 5–0 | 2–1 | 1–0 | 2–4 | 7–0 | 2–1 | 2–0 |     |

Forrás: lff.lv (lettül) 
1A hazai csapatok a bal oldali oszlopban szerepelnek.
Színek: Zöld = hazai győzelem; Sárga = döntetlen; Piros = vendéggyőzelem.
 

### A 19–27. forduló eredményei
| Hazai \ Vendég1 | BLĀ | DAU | JAU | JEL | JÜR | LIE | OLI | SKO | TRA | VEN |
| Blāzma          |     |     |     |     | 2–1 | 2–3 | 1–1 | 1–4 |     |     |
| Daugava         | 3–1 |     | 3–1 |     | 3–0 |     |     |     | 1–0 | 0–1 |
| Jaunība Rīga    | 0–4 |     |     | 0–1 |     |     | 2–2 |     | 0–1 |     |
| Jelgava         | 2–0 | 0–1 |     |     |     |     |     |     | 0–0 | 2–4 |
| Jūrmala-VV      |     |     | 0–1 | 1–1 |     | 1–4 | 0–3 | 0–2 |     |     |
| Metalurgs       |     | 0–0 | 8–0 | 3–0 |     |     | 2–1 | 1–2 |     |     |
| Olimps/RFS      |     | 0–2 |     | 2–1 |     |     |     |     | 0–2 | 0–3 |
| Skonto          |     | 0–1 | 6–0 | 2–1 |     |     | 4–0 |     |     | 2–2 |
| Tranzit         | 0–3 |     |     |     | 2–3 | 0–6 |     | 0–6 |     |     |
| Ventspils       | 2–0 |     | 4–1 |     | 3–1 | 0–1 |     |     | 5–0 |     |

Forrás: lff.lv (lettül) 
1A hazai csapatok a bal oldali oszlopban szerepelnek.
Színek: Zöld = hazai győzelem; Sárga = döntetlen; Piros = vendéggyőzelem.
 

## Osztályozó
A bajnokság befejezése után 9. helyezett Tranzit csapata oda-visszavágós osztályozón keresztül tarthatta volna meg élvonalbeli tagságát, melyet a másodosztály ezüstérmesével, az FC Jūrmala együttesével kellett volna játszania. Mivel azonban a Tranzit visszalépett mind az osztályozótól, mind pedig az első osztálytól, az FC Jūrmala játék nélkül nyerte el a helyét az élvonalban.

## A góllövőlista élmezőnye
Forrás: LMT Virslīga (lettül).
18 gólos
- Deniss Rakels (Liepājas Metalurgs)
- Nathan Júnior (Skonto)

15 gólos
- Jurijs Žigajevs (FK Ventspils)

12 gólos
- Kristaps Grebis (Liepājas Metalurgs)

12 gólos
- Oļegs Malašenoks (FK Jelgava)

9 gólos
- Eduards Višņakovs (FK Ventspils)
- Vitalijus Kavaliauskas (Liepājas Metalurgs)

8 gólos
- Artūrs Karašausks (Skonto)
- Andrejs Perepļotkins (Skonto)
- Ruslan Mingazov (Skonto)
- Daniils Turkovs (Skonto)
- Pavel Rizsevszkij (Blāzma)

* A dőlttel írt játékosok csapatot váltottak a szezon során

## Nemzetközikupa-szereplés

### Eredmények
| Csapat             | Kupa            | Forduló         | Ellenfél     | 1. mérk. | 2. mérk. | Össz. |
| ------------------ | --------------- | --------------- | ------------ | -------- | -------- | ----- |
| Liepājas Metalurgs | Bajnokok Ligája | 2. selejtezőkör | Sparta Praha | 0–3      | 0–2      | 0–5   |
| FK Jelgava         | Európa-liga     | 2. selejtezőkör | Molde FK     | 0–1      | 2–1      | 2–2   |
| FK Ventspils       | Európa-liga     | 2. selejtezőkör | Teteksz      | 0–0      | 1–3      | 1–3   |
| Skonto             | Európa-liga     | 1. selejtezőkör | Portadown FC | 1–1      | 0–1      | 1–2   |

Megjegyzés: Az eredmények minden esetben a lett labdarúgócsapatok szemszögéből értendőek, a dőlten írt mérkőzéseket pályaválasztóként játszották.

### UEFA-együttható
A nemzeti labdarúgó-bajnokságok UEFA-együtthatóját a lett csapatok Bajnokok Ligája-, és Európa-liga-eredményeiből számítják ki. Lettország a 2010–11-es bajnoki évben 0,500 pontot szerzett, ezzel a 47. helyen zárt.
| Csapat             | SGY | SD | SV | GY | D | V | Bónusz | Pont  | Átlag |
| ------------------ | --- | -- | -- | -- | - | - | ------ | ----- | ----- |
| Liepājas Metalurgs | 0   | 0  | 2  | 0  | 0 | 0 | 0,000  | 0,000 |       |
| FK Jelgava         | 1   | 0  | 1  | 0  | 0 | 0 | 0,000  | 1,000 |       |
| FK Ventspils       | 0   | 1  | 1  | 0  | 0 | 0 | 0,000  | 0,500 |       |
| Skonto             | 0   | 1  | 1  | 0  | 0 | 0 | 0,000  | 0,500 |       |
| Összesen           | 1   | 2  | 5  | 0  | 0 | 0 | 0,000  | 2,000 | 0,500 |

## Külső hivatkozások
- Hivatalos oldal (lettül)
- Eredmények és tabella az rsssf.com-on (angolul)
- Eredmények és tabella a Soccerwayen (angolul)